# Вулиця Максима Кривоноса (Черкаси)
Ву́лиця Макси́ма Кривоно́са — вулиця в Черкасах.

## Розташування
Вулиця починається від вулиці Гагаріна і простягається на південний схід, впирається у вулицю Василя Стуса.

## Опис
Вулиця вузька, не асфальтована.

## Походження назви
Вулиця утворена 1979 року і називалась спочатку Мостовою, пізніше перейменована на честь Максима Кривоноса, українського військового діяча часів Хмельниччини.

## Будівлі
По вулиці розташовані лише приватні будинки.